# Roto Frank
Roto Frank AG – niemiecki koncern istniejący od 1935 roku. Jej główna siedziba mieści się w Leinfelden-Echterdingen (k. Stuttgartu), natomiast centrala działu Okna Dachowe znajduje się w Bad Mergentheim (k. Würzburga). 

## Roto Frank w Polsce

### Roto Frank Okucia Budowlane
Roto Frank Okucia Budowlane to polska spółka, utworzona została w 1995 roku, w której koncern Roto Frank ma 100% udziałów. Przedsiębiorstwo zajmuje się dystrybucją i produkcją (w niewielkim stopniu) produktów z oferty Roto Frank AG .takich jak okucia obwiedniowe, drzwiowe i do okiennic.
W 2002 roku polska spółka stała się centrum zaopatrzenia i obsługi dla Platformy Północno-Wschodniej na teren Polski, Ukrainy, Białorusi, Litwy, Łotwy, Estonii oraz obwodu królewieckiego.

### Roto Frank Okna Dachowe
Polska spółka Roto Frank Okna Dachowe istnieje od 1995 r. Zarówno siedziba przedsiębiorstwa, jak i fabryka okien dachowych znajdują się w Lubartowie k. Lublina, gdzie zatrudnionych jest 450 osób.
Produkuje ona okna dachowe z drewna i PVC oraz akcesoria (np. rolety wewnętrzne, rolety zaciemniające, markizy zewnętrzne Screen). Sprzedaż okien dachowych, akcesoriów oraz schodów strychowych odbywa się na niemal wszystkich kontynentach świata. Natomiast polska spółka stanowi centrum obsługi i zaopatrzenia dla Regionu Europy Wschodniej, w tym: Polski, Ukrainy, Białorusi, Litwy, Łotwy, Estonii, Rosji oraz Królewca.

### Nagrody
- 2010 – tytuł "Fabryki Roku" dla zakładu produkcyjnego Roto w Bad Mergentheim, w konkursie Industrial Excellence Award organizowanym przez Ekonomiczną Szkołę Wyższą Przedsiębiorczości (WHU) w Koblencji i INSEAD Management Business School w Fontainebleau (Francja) we współpracy z pismem Wirtschaftswoche
- 2010 – Odkrycie Roku w konkursie Laur Konsumenta[1] gazety Rzeczpospolita
- 2011 – dwa złote medale w konkursie Międzynarodowych Targach Poznańskich Budma 2011, nagrodzone produkty to panoramiczne okno dachowe oraz system solarny
- 2011 – Order Jakości portalu branżowego oknonet.pl[2]